# Crónicas de la Torre
Crónicas de la Torre es una serie de novelas fantásticas escrita por la autora española Laura Gallego García, más conocida por ser autora también de Memorias de Idhún; y publicada por Editorial SM en los años 2000-2004. Narra la historia de Dana y su relación con Kai en la escuela de hechicería la Torre situada en el Valle de los Lobos. Está formada por cuatro libros:
- El Valle de los Lobos
- La maldición del Maestro
- La llamada de los muertos
- Fenris, el elfo

## Origen y publicaciones
Según confiesa la misma autora, para la historia de Dana y Kai se inspiró en cierto amigo imaginario que ella tenía cuando era pequeña. Intentó plasmar en el papel una historia parecida a la suya, sólo que transformó su experiencia en un relato fantástico totalmente diferente. El resultado fue la primera novela de la serie, «El Valle de los Lobos». Aunque al principio pasó un poco desapercibido, no tardó en tener éxito y los fanes animaron a Laura a escribir una segunda parte. Por si acaso, ella ya había dejado cosas por acabar en la primera que le servirían en la segunda, «La maldición del Maestro». Tras éste la autora ya tenía claro que escribiría otro libro más y que así completaría la colección. Este libro fue «La llamada de los muertos». 
La cuarta parte de la saga, «Fenris, el elfo» fue también una petición de los fanes a Laura. En él se narra la ajetreada vida de uno de los principales personajes de la saga, Fenris, antes de aparecer en la saga original.
Pese a figurar en la edición especial de catorné como la cuarta parte de la saga, la autora se ha pronunciado al respecto: 

Fenris, el elfo no es la cuarta parte de Crónicas de la Torre, ni yo la considero así pese a haberse publicado la última de las cuatro, es más, ni siquiera la considero parte de las crónicas, para mi Crónicas de la Torre es una trilogía con un libro posterior. Aun así, quien quiera leer las novelas en orden debería leer primero Fenris, el Elfo luego El Valle de los Lobos y seguir con la numeración hecha, si lo quiere leer en el orden cronológico de publicación deberá seguir la numeración especificada en la edición especial, leyendo Fenris, el elfo como cuarta novela. Pero quien quiera reservar algo de misterio en El Valle de los Lobos le recomiendo leer primero este, luego Fenris, el elfo y después seguir con la numeración de siempre».[cita requerida]

Después de tener la saga en el mercado durante unos años dentro de la colección El Navegante y tras el éxito de la saga «Memorias de Idhún» de la misma autora, la editorial SM decidió sacar una nueva edición de los libros en 2006, con tapa dura y contenidos adicionales:
- Cada libro poseería 6 fichas o cartas de varios elementos de las novelas (personajes, elementos, etc.) al inicio, que se completarían con las de otros libros. En total son 24.
- El ilustrador Marcelo Pérez, además de crear las nuevas portadas, realizó otros dibujos para los interiores del libro.
- Con motivo de esta edición especial se han realizado capítulos inéditos que se recogen al acabar el libro, tales como el cuaderno de viaje de Salamandra.
- Además, en el interior de las novelas hay un extra, que varía en cada libro de la serie: por ejemplo, en El Valle de los Lobos es un póster pequeño de la Torre.

Dentro de esta edición especial encontramos todos los libros reunidos en una caja de una edición limitada de 2.000 unidades, que se agotó. Sin embargo la editorial sacó a la venta una nueva caja con los cuatro libros reunidos de nuevo, esta caja se sigue vendiendo en la actualidad, al igual que todas las ediciones en rústica y catorné de los libros de Crónicas de la Torre.

## Enlaces
- Sitio web de la autora, Laura Gallego

- Datos: Q3231530